# Giuseppe Maria Giove
Giuseppe Maria Giove (Santeramo in Colle, 24 marzo 1773 – Gallipoli, 24 giugno 1848) è stato un vescovo cattolico italiano.

## Biografia
Nacque da Francesco e Grazia Putignano a Santeramo, allora nell'arcidiocesi di Bari. Diventato orfano in giovane età, a venti anni vestì l'abito religioso dei frati minori riformati nella chiesa di Santa Maria della Croce a Francavilla. Fu poi inviato a Gallipoli nel fiorente monastero di San Francesco d'Assisi, dove studiò teologia e filosofia. Fu elevato suddiacono e diacono dal vescovo di Gallipoli mons. Danisi.
Divenne ministro provinciale dell'ordine dei frati minori e si recava spesso a Gallipoli, città che negli anni della gioventù lo aveva formato spiritualmente.

### Ministero episcopale
Il 2 luglio 1832 fu nominato vescovo di Bova in Calabria, ma ben presto chiese di abdicare appellandosi a un problema motorio che lo affliggeva. Nel 1834 fu traslato alla sede gallipolina, ponendo fine alla sede vacante che sussisteva dopo il breve episcopato di Francesco Antonio Visocchi; l'anno successivo iniziò la visita pastorale della diocesi e istituì in seguito le parrocchie di Alezio e Sannicola.
Nove mesi prima di morire scrisse le proprie volontà testamentarie, chiedendo di essere inumato con il saio francescano e senza imbalsamazione nell'antichissimo sepolcro dei vescovi nella cattedrale di Sant'Agata. Le sue volontà non furono però rispettate: fu infatti imbalsamato dal medico gallipolino Emanuele Barba insieme a Giuseppe Sogliano, Antonio Franza ed Antonio Mazzarella.

## Genealogia episcopale
La genealogia episcopale è:
- Cardinale Scipione Rebiba
- Cardinale Giulio Antonio Santori
- Cardinale Girolamo Bernerio, O.P.
- Arcivescovo Galeazzo Sanvitale
- Cardinale Ludovico Ludovisi
- Cardinale Luigi Caetani
- Cardinale Ulderico Carpegna
- Cardinale Paluzzo Paluzzi Altieri degli Albertoni
- Papa Benedetto XIII
- Papa Benedetto XIV
- Papa Clemente XIII
- Cardinale Bernardino Giraud
- Cardinale Alessandro Mattei
- Cardinale Pietro Francesco Galleffi
- Vescovo Giuseppe Maria Giove